# Hozan Dîno
Hozan Dîno (* 1969 in Hoçvan, Provinz Ardahan; bürgerlich Yusuf Şahin) ist ein kurdischer Musiker aus der Türkei. Er lebt in den Niederlanden.

## Leben und Karriere
Dîno wurde 1969 im Dorf Hoçvan in der Provinz Ardahan geboren. Er besuchte die Grund- und Mittelschule in Hasköy. Danach besuchte er die Berufsfachschule für Lehrer in Gümüşhane. Später zog Dîno nach Istanbul. Aus persönlichen Gründen musste er die dortige Lehrerschule in der letzten Klasse verlassen.
Nach einiger Zeit beteiligte er sich erstmals an musikalischen Aktivitäten im Rahmen des Mesopotamian Cultural Center. Aus finanziellen Gründen stellte er seine musikalischen Aktivitäten jedoch vorübergehend ein. 1995 wurde er wegen Unterstützung der PKK inhaftiert. Nach seiner Freilassung musste er 1998 das Land verlassen und suchte deshalb Asyl in den Niederlanden.

## Diskographie

### Alben
- 2002: Lê Dayê
- 2005: Çû
- 2007: Namûs
- 2011: Dîsa Çu
- 2020: Roj

### Singles
- 2009: Oy Yarê
- 2009: Çû
- 2013: Şev Bi Tarîya Xwe Tirsya
- 2015: Were Gulê